# Mode de jeu (musique)
Cet article concerne la musique. Pour les jeux vidéo, voir Mode de jeu.
 (novembre 2007).
Si vous disposez d'ouvrages ou d'articles de référence ou si vous connaissez des sites web de qualité traitant du thème abordé ici, merci de compléter l'article en donnant les références utiles à sa vérifiabilité et en les liant à la section « Notes et références ».
Un mode de jeu est une technique instrumentale musicale spécifique développée pour enrichir les capacités de timbre d'un instrument de musique, et qui résulte d'explorations successives de l'instrument. Elle est employée à toutes les époques et dans tous les types de musique du monde entier. Elle peut dépendre du type d'instrument. Les modes de jeu s'appliquent également à la voix humaine.

## Quelques exemples de modes de jeu
- Arco : Mode de jeu le plus répandu, en frottant les cordes (avec l'archet)
- Cluster :  En jouant une masse sonore, un agrégat, sans recherche de consonances
- Col Legno : En utilisant le bois de l'archet
- Flatterzunge : effet de trémolo pour les instruments à vent
- Glissando : En glissant sur les cordes d'une note à une autre
- Legato : En liant les sons sans laisser de silence
- Pizzicato : En pinçant les cordes
- Staccato : En jouant saccadé, les notes sont piquées et détachées

Chaque instrument de musique développe des modes de jeu propres permettant au musicien en fonction de ses capacités de produire une grande variété de sons et de varier les effets en fonction du style souhaité. Par exemple, la flûte traversière seule autorise les effets les plus courants suivants :
- des sons percussifs produits  avec les clés seules ou avec la langue sur l'embouchure (e.g. beatboxing[1], slap...) ;
- des sons soufflés quand le son de flûte est mélangé avec de l’air ;
- des sons chantés alliant le son de la flûte et une partie chantée ;
- des sons multiphoniques qui permettent de jouer deux notes ou plus en même temps.

### Musique traditionnelle
La musique traditionnelle est souvent de tradition orale, les modes de jeu et la facture instrumentale afférents  relevent également de la culture orale.
On citera pour certains instruments à  vent traditionnels la technique de respiration circulaire.
Certains modes de jeu d'instrument dépendent intimement d'un genre musical comme ceux du bandonéon avec la musique du tango.
Au niveau des techniques vocales traditionnelles, on peut citer : le chant diphonique...

### Musique médiévale et de la Renaissance
La musique médiévale se développe à partir du XIe siècle avec les troubadours qui définissent une écriture de la musique avec une mesure pour les chants. Les troubadours s’accompagnent alors de petits instruments de musique.     
À partir du Xe siècle, les chants religieux qui se transmettait oralement commencent à  se transcrire avec des lignes et des virgules appelées « neumes ». Parmi les instruments médiévaux, on trouve la harpe, la guiterne, le rebec, le luth, le tympanon, la flûte, le cor, le cornet à bouquin, le chalumeau, le hautbois, la chalemie, la trompette et l’orgue, qui se répartissent entre « hauts instruments », joués à l’extérieur et « bas instruments », joués à l’intérieur. 
Il subsiste quelques rares traces de la musique médiévale profane comme celle du Jeu de Robin et Marion (vers 1280) du trouvère Adam de la Halle et plus facilement des ouvrages liturgiques comme celui pour orgue avec le Buxheimer Orgelbuch (1450-1470) (incluant des chansons et une méthode d'improvisation pour orgue).
À la Renaissance (1330-1530), d'autres instruments apparaissent comme le tournebout, le cromorne, l'orgue régale, la crécelle, la viole...

### Musique baroque
L'époque baroque (XVIIe et XVIIIe siècles) est fertile en invention de nombreux instruments de musique, dont certains subsistent de nos jours. Certains de ces instruments disposent de méthodes d'apprentissage avec une description des modes de jeu.
On citera :

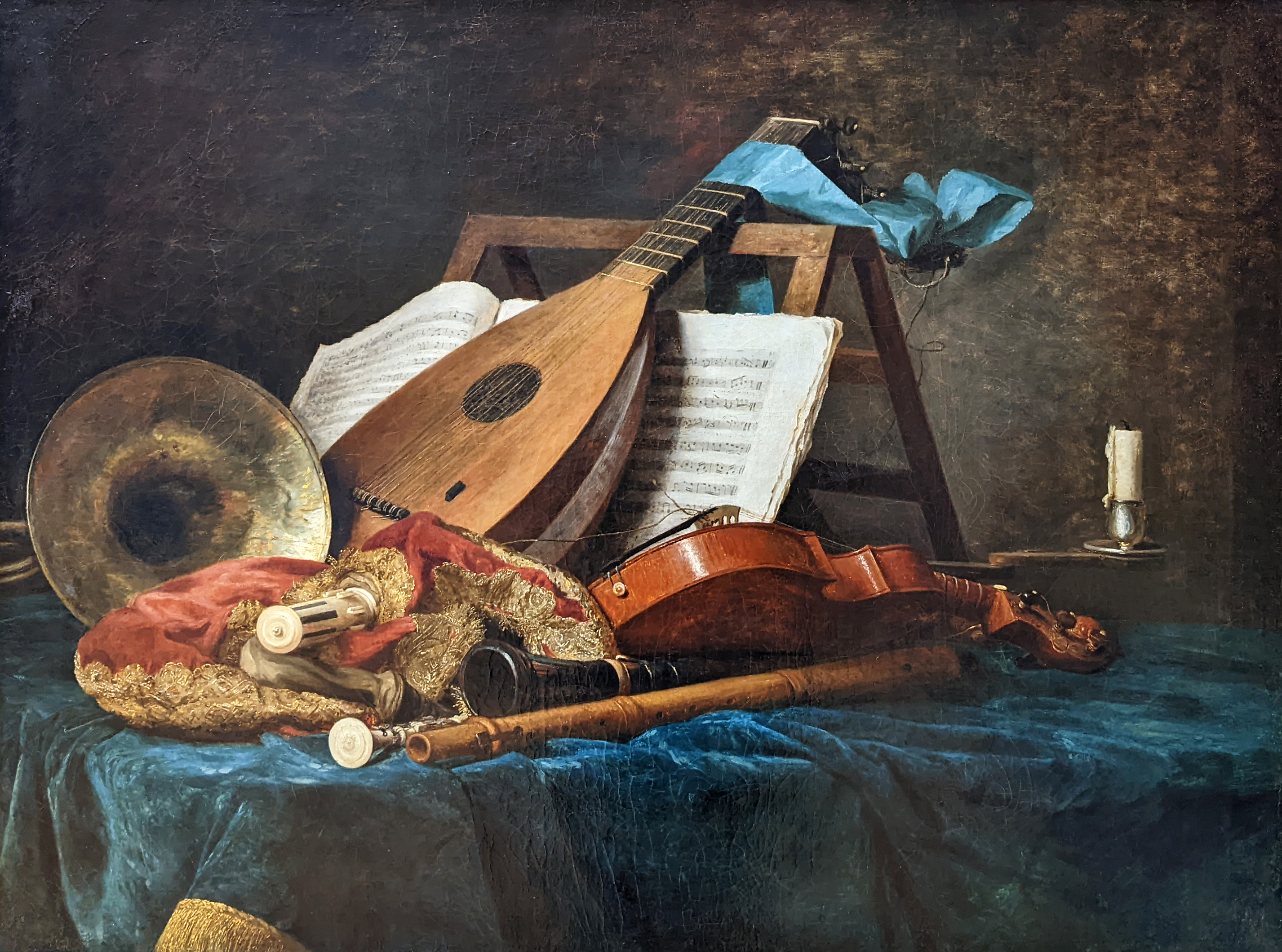
Anne Vallayer-Coster, Instruments de musique (1770).

- la flûte à bec, le cornet à bouquin, le traverso ;
- le clavecin ;
- le luth et le théorbe ;
- l’orgue
- la viole de gambe
- le violon baroque...

La technique de la basse continue se développe et est accompagnée de nombreux traités abordant le jeu et l'harmonie.
Au XXe siècle, un renouveau de l'interprétation de la musique baroque apparaît en ressuscitant un répertoire oublié et en réinventant des modes de jeu sur des copies d'instruments utilisant un diapason plus grave (415 hz) et des tempéraments non chromatiques (tempérament inégal...). Ce mouvement se nomme plus largement l'interprétation historiquement informée.

### Musique savante contemporaine
Le développement de l'édition musicale et la création des institutions d'éducation comme le conservatoire de Paris (1795) à la Révolution française ont accéléré la codification écrite de la musique classique au XIXe siècle avec la multiplication des traités, des méthodes d'apprentissage ainsi que l'augmentation des indications des compositeurs dans leurs œuvres (tempo, articulation, mode de jeu...).
L'amélioration de la facture instrumentale associée à la généralisation du tempérament égal contribue à la création d'un nouvel objet musical, l'orchestre symphonique qui codifiera de nombreux modes de jeu associés à ce type de formation notamment au niveau des cordes (mouvement synchronisé des archets...).
À partir du XXe siècle, les compositeurs utilisent les modes de jeu de manière très poussée, et comme un paramètre à part entière, par exemple Béla Bartók (Pizz Bartok, Jeux ponticello de cordes), Richard Strauss, demandant au corniste de chanter dans son instrument (Une vie de héros, 1899), Cowell et ses clusters (1911) ; Edgar Varèse, qui dans Densité 21,5 (1936) prescrit au flûtiste de frapper les clés.